# Чечуйка
Чечуйка — река в России, протекает по Базарно-Карабулакскому и Новобурасскому районам Саратовской области. Длина реки составляет 19 км. Площадь водосборного бассейна — 95,8 км².
Начинается у посёлка совхоза Динамо. Течёт на запад по южной окраине соснового леса, затем через деревню Большая Чечуйка, потом — по оврагу с крутыми склонами. Устье реки находится в 7,8 км по правому берегу реки Ключевка напротив деревни Леляевка.

## Данные водного реестра
По данным государственного водного реестра России относится к Верхневолжскому бассейновому округу, водохозяйственный участок реки — Сура от истока до Сурского гидроузла, речной подбассейн реки — Сура. Речной бассейн реки — (Верхняя) Волга до Куйбышевского водохранилища (без бассейна Оки).
Код объекта в государственном водном реестре — 08010500112110000035734.